# Forsaking All Others
Forsaking All Others – utwór poetycki amerykańskiej autorki Alice Duer Miller, opublikowany w 1931. Jest on klasyfikowany jako novel in verse czyli powieść wierszem. Większą popularność poemat zyskał po ukazaniu się drugiego epickiego utworu poetki, The White Cliffs, wydanego w 1940. Forsaking All Others został uznany za najlepszą wierszowaną opowieść od czasów poematów Aurora Leigh Elizabeth Barrett Browning i Pierścień i księga Roberta Browninga. Poemat opowiada o czworokącie miłosnym. Głównymi bohaterami są Lee Kent, której mąż przebywa w domu opieki dla weteranów wojennych, i milioner Jim Wayne, żonaty ze swoją pierwszą miłością, Ruth. Motyw miłości pozamałżeńskiej był wtedy w Stanach Zjednoczonych bardzo kontrowersyjny. Utwór składa się z pięciu części, podzielonych na numerowane rozdziały. Poszczególne fragmenty różnią się budową wersyfikacyjną. Pierwszy rozdział jest napisany strofą ośmiowersową.
"NOT that you'll like him," Nell said,
"No mystery - no romance,
A fine, stern, eagle-like head,
But he simply reeks of finance, -
Started from nothing - self-made -
And rather likes you to know it,
And now collects porcelain and jade,
Or some Seventeenth Century poet.
Różnice w wersyfikacji pełnią ważną rolę w kompozycji utworu, ponieważ odpowiadają różnym momentom w prowadzeniu akcji.